# هوانگ کیونگ کوه
هوانگ کیونگ کوه (به انگلیسی: Hwang Kyung Koh) مؤسس و اولین رئیس دانشگاه زنان سئول بود.
پدر هوانگ کیونگ کوه پزشک و استاد کالج پزشکی Severance (اکنون دانشکده پزشکی دانشگاه یانسه) بود. او قبل از اتمام دکترای خود در دانشگاه ایالتی میشیگان در کالج زنان اوها و کالج زنان دوشیشا در ژاپن تحصیل کرد.
هوانگ کیونگ کوه دانشگاه زنان سئول را در سال ۱۹۶۱ برای ارائه فرصت‌های آموزشی به زنان کره تأسیس کرد. دانشگاه زنان سئول به دلیل برنامه آموزشی مبتنی بر فلسفه‌های هوانگ کیونگ کوه برای پرورش رهبران زن جهانی با ارزش‌های استوار دانش، صداقت و فضیلت شناخته شده‌است.